# Every Little Thing (песня Карли Пирс)
«Every Little Thing» (с англ. — «Любая мелочь») — дебютная песня американской кантри-певицы Карли Пирс, вышедшая 22 февраля 2017 года в качестве первого сингла с дебютного студийного альбома Пирс Every Little Thing (2017). После прослушивания на канале Sirius XM «The Highway» песня была отправлена на радиостанции кантри-музыки в феврале 2017 года. Пирс написала песню вместе с Эмили Шеклтон и Busbee, которые также выступили её продюсерами. Сингл возглавил кантри-чарты в США и Канаде и получил в этих странах платиновые сертификации, а также был награждён CMT Music Awards.

## Композиция
AXS описывает песню как «богатую музыкальную композицию, включающую фортепиано, добро, бас, виолончель и мелкую перкуссию».

## Отзывы
Taste of Country положительно отозвался о песне, заявив, что Пирс «напоминает некоторых из самых уязвимых вокалисток кантри-музыки. Душераздирающая баллада такая же обнажённая, как и эмоции певицы».
Мэтт Бьорк из Roughstock оценил глубину текстов песен альбома, и также добавил, что в заглавной песне певица развивает тему жизни, любви и смысла.
Сингл был награждён CMT Music Awards в категории «Breakthrough Video of the Year».

## Музыкальное видео
Режиссёром клипа выступил Патрик Трейси, а премьера состоялась на каналах CMT, GAC и VEVO в марте 2017 года.

## Коммерческий успех
Песня получила золотой сертификат Американской ассоциации звукозаписывающих компаний (RIAA) 14 ноября 2017 года и была продана в количестве 393 000 копий в Соединённых Штатах по состоянию на ноябрь 2018 года.

## Чарты

### Еженедельные чарты
| Чарт (2017)                       | Высшая позиция |
| --------------------------------- | -------------- |
| Канада (Billboard Country)        | 1              |
| США (Billboard Hot 100)           | 50             |
| США (Billboard Country Airplay)   | 1              |
| США (Billboard Hot Country Songs) | 5              |

### Годовые итоговые чарты
| Чарт (2017)                       | Позиция |
| --------------------------------- | ------- |
| Канада Country (Billboard)        | 49      |
| США Country Airplay (Billboard)   | 16      |
| США Hot Country Songs (Billboard) | 19      |

## Сертификации
| Регион                                                                      | Сертификация | Продажи   |
| --------------------------------------------------------------------------- | ------------ | --------- |
| Канада (Music Canada)                                                       | Платиновый   | 80 000    |
| США (RIAA)                                                                  | Платиновый   | 1 000 000 |
| Данные о продажах + прослушиваниях приведены только на основе сертификации. |              |           |